# Michael Gabriel Fredersdorff

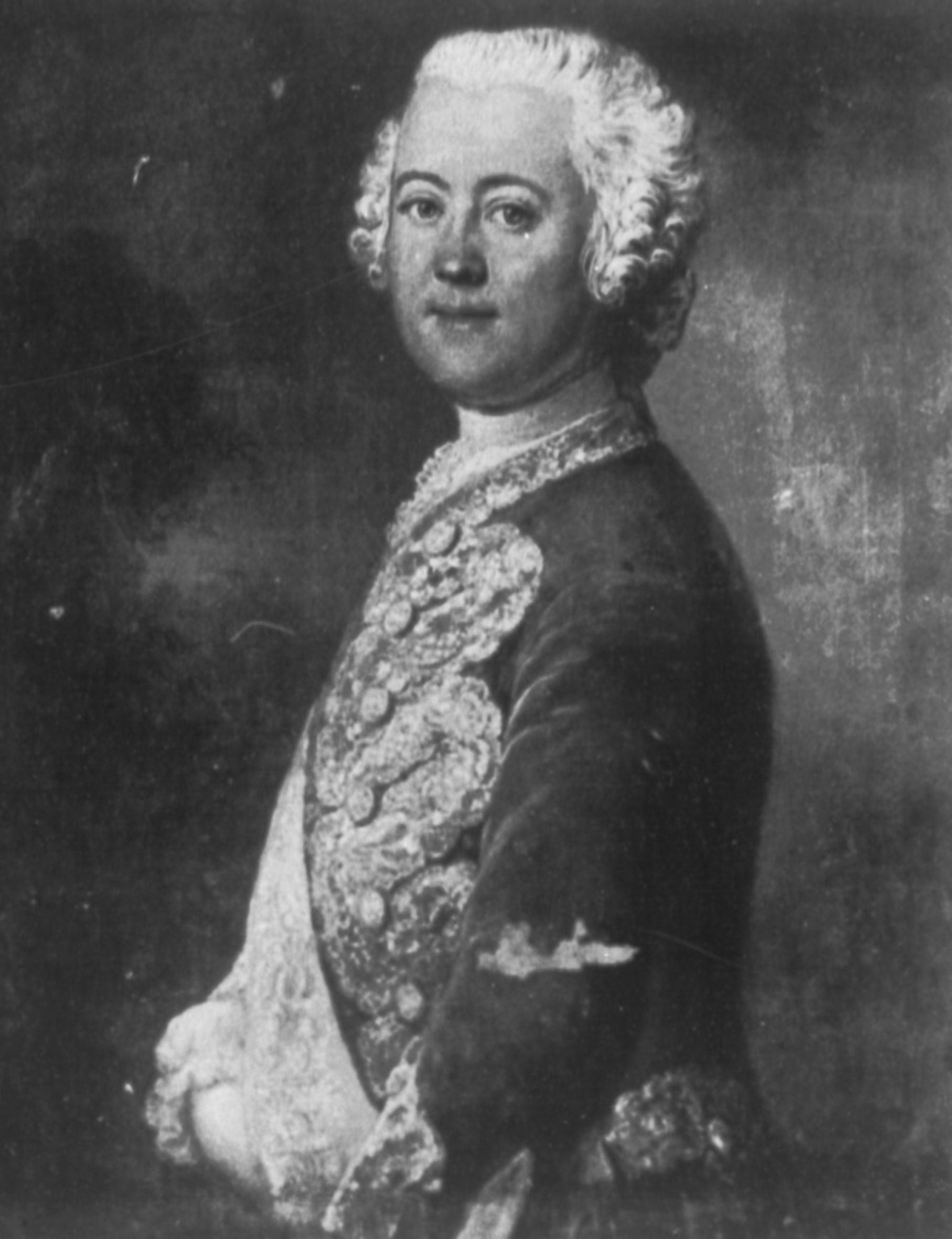
Michael Gabriel Fredersdorff, Gemälde in der Kirche von Zernikow

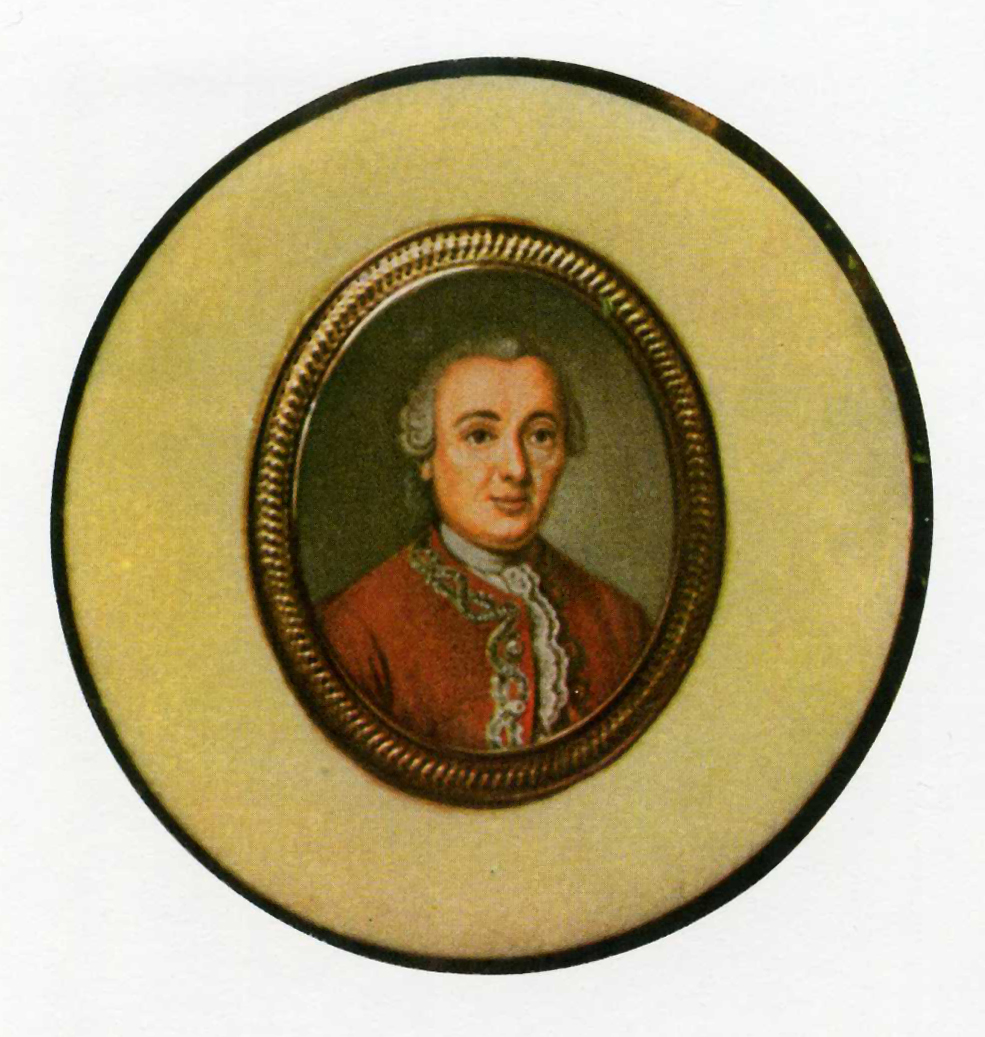
Michael Gabriel Fredersdorff

Michael Gabriel Fredersdorff (* 1708 in Gartz an der Oder; † 12. Januar 1758 in Potsdam) war der Geheime Kämmerer und Vertraute Friedrichs des Großen.

## Leben
Fredersdorff war Sohn des Gartzer Stadtmusicus und wurde am 3. Juni 1708 getauft. Als junger Mann diente er als Hautboist beim preußischen Musketierregiment „Schwerin zu Fuß“, dessen Garnisonsstadt Küstrin war. Im Jahre 1730 wurde Friedrich, damals noch Kronprinz, auf Fredersdorff aufmerksam, der wie er selbst ein begabter Flötist war. Friedrich musste nach dem Zerwürfnis mit seinem Vater Friedrich Wilhelm I. als Internierter auf der Festung Küstrin unter strengen Auflagen und unter Aufsicht Dienst als Offizier leisten, wobei ihm das Musizieren ausdrücklich verboten war; er traf sich daher heimlich zum Flötespielen mit Fredersdorff.
Nach der Zeit in Küstrin wurde Fredersdorff, der sich das besondere Vertrauen des Kronprinzen erworben hatte, dessen Kammerdiener und bekleidete diese Position während Friedrichs Jahren in Rheinsberg.
Nachdem Friedrich 1740 den Thron bestiegen hatte, erhob er Fredersdorff im September zum Geheimen Kämmerer sowie als Schatzmeister zum Verwalter seiner Schatulle. Zudem wurden ihm zahlreiche verantwortungsvolle Aufgaben übertragen, die weit über die üblichen Pflichten eines Kämmerers hinausgingen; unter anderem war er nicht nur in geheimdienstliche Operationen eingeweiht, sondern koordinierte diese auch. Überdies war er auch weiterhin engster Vertrauter Friedrichs, der sich mit ihm in vielen privaten und öffentlichen Problemen beriet. Ein umfangreicher privater Briefwechsel zwischen Fredersdorff und dem König, der dieses außergewöhnliche Vertrauensverhältnis dokumentiert, ist bis heute erhalten. 
Über eine weitergehende Liebesbeziehung zwischen dem Kronprinzen/König und Fredersdorff gab es unter den Zeitgenossen Spekulationen; Friedrichs Garteninspektor und Oberhofbaurat Heinrich Ludwig Manger bezeichnet den einstigen Kammerdiener 1789 als „damaligen Kammerliebling des Königs“. Fredersdorffs Schlafzimmer im Schloss Sanssouci ist noch heute zu sehen und befindet sich direkt neben dem Friedrichs. Voltaire schrieb in seiner Schmähschrift Memoires mit Bezug auf Friedrichs Gefangenschaft in Küstrin:

„… Dort war er sechs Monate lang eingesperrt, ohne Bediente, in einer Art Kerker; erst nach sechs Monaten gab man ihm einen Soldaten zur Bedienung. Dieser Soldat – er war jung, schön, gut gewachsen und spielte Flöte – diente dem Gefangenen in mehr als einer Weise zur Aufmunterung. All diese guten Eigenschaften haben später sein Glück gemacht. Ich sah ihn als Kammerdiener und Ersten Minister in einem und mit der ganzen Anmaßung, zu der diese beiden Ämter verhelfen.“

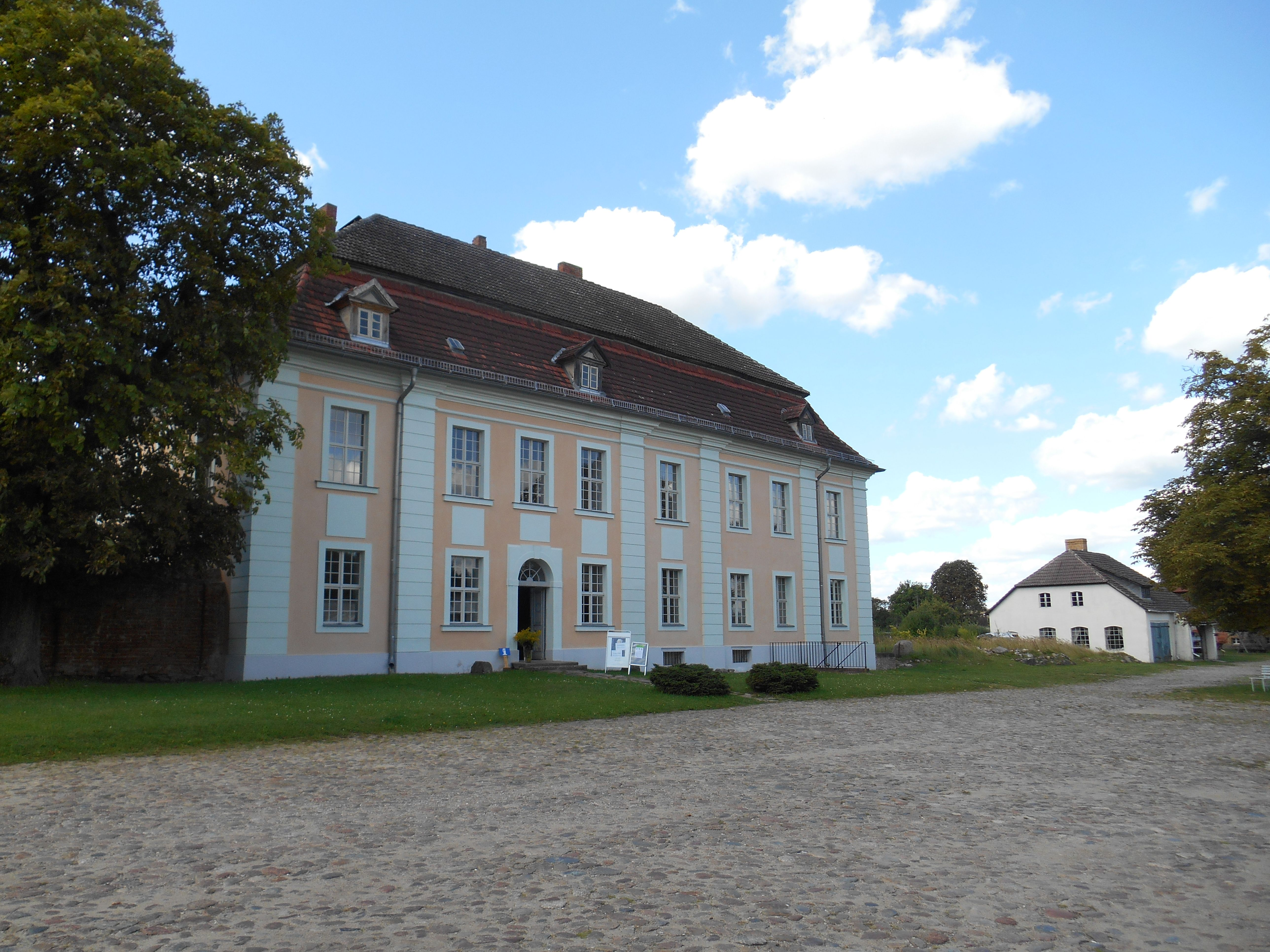
Gutshaus Zernikow

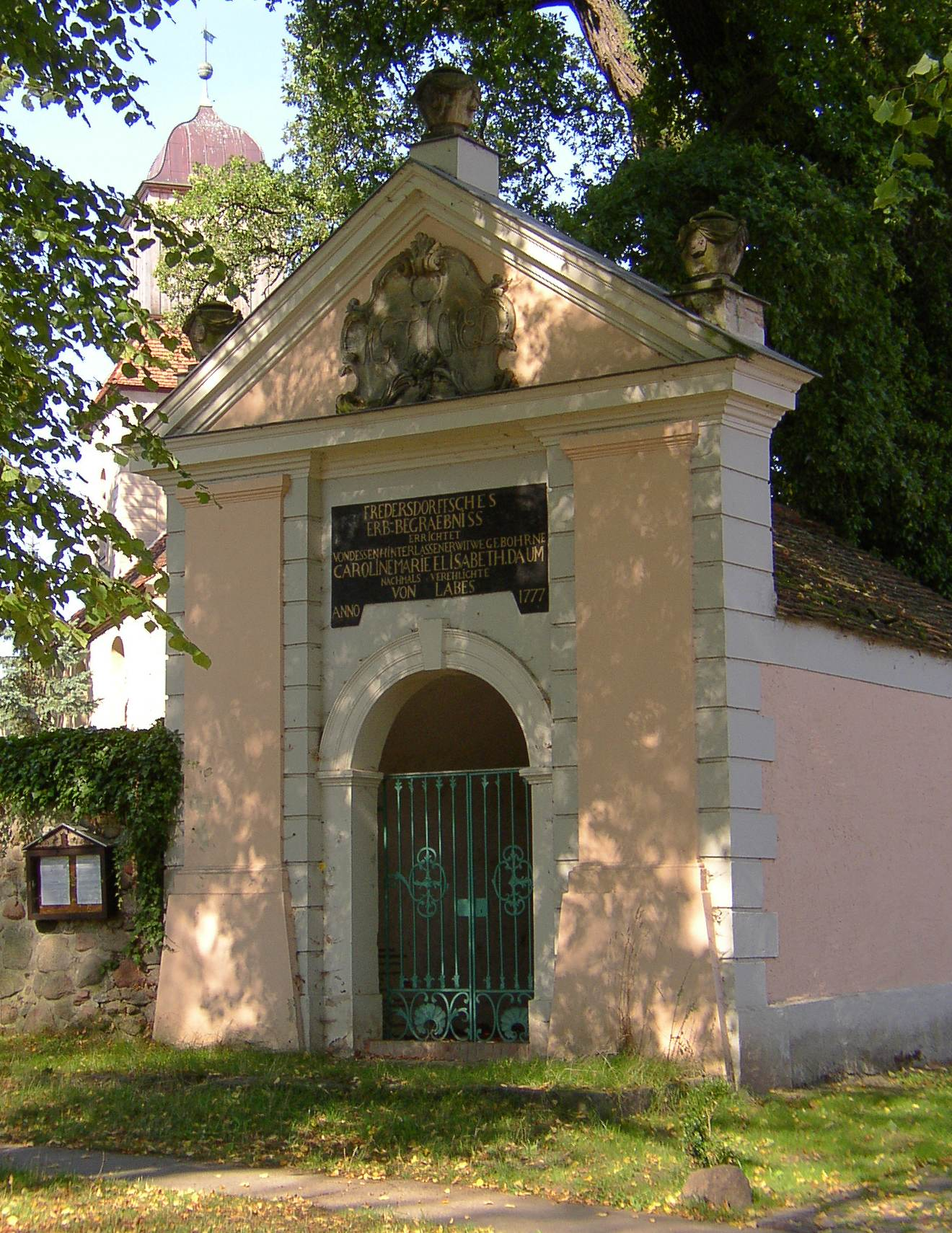
Zernikow, Erbbegräbnis

Zum Dank für geleistete Dienste erhielt Fredersdorff am 26. Juni 1740, nur einen knappen Monat nach Friedrichs Thronbesteigung, das Gut Zernikow bei Rheinsberg von ihm geschenkt. In den folgenden Jahren erweiterte er den Besitz durch Zukäufe erheblich zum Komplex der Fredersdorffischen Güter.
Für mehrere Jahre umwarb Fredersdorff Caroline Marie Elisabeth Daum (* 27. Juli 1730 in Potsdam; † 10. März 1810 in Berlin), die Tochter des reichen Gewehrfabrikanten und preußischen Bankiers Gottfried Adolph Daum. Der König ließ seinen Diener ungern heiraten, aber als Fredersdorff ihm erklärte, dass er dringend eine Pflegerin brauche, um seine schwache Gesundheit zu verbessern, gab Friederich nach und erlaubte die Ehe. In einem Brief von November 1753 schrieb Friederich an Fredersdorf: „lasse Dihr lieber heüte wie Morgen Trauen, wann Das zu Deiner flege helfen kan“. Laut dem Kirchenbuch der Potsdamer Garnisonkirche fand die Trauung am 30. Dezember 1753 statt. Die als Pflegerin geheiratete Caroline lebte „als Jungfrau unter tausend Kümmernissen“. Trotzdem kam das zweckmäßig verheiratete Paar gut miteinander zurecht, sodass Caroline „unter [...] seliger Freyheit, Uebereinstimmung und innerer Heiterkeit“ mit ihrem Mann bis zu seinem Tod zusammenlebte.
Am 9. April 1757 entließ Friedrich II. Fredersdorff aus seinem Amt als Geheimer Kämmerer. Grund waren „Unehrlichkeiten zusammen mit dem Kriegs- und Domänenrat Johann Pfeiffer“ beim Erwerb von Kiekemal/Mahlsdorf. 
Fredersdorff starb 1758. Er wurde in Zernikow bestattet, wohin sein Leichnam überführt worden war. In den ersten zwanzig Jahren stand sein Sarg in einer Gruft unterhalb der Dorfkirche. Nach Fertigstellung des Erbbegräbnisses, das seine hinterbliebene Frau hatte errichten lassen, fand 1777 die Umbettung statt. Hier wurden auch die Frau selbst und Angehörige ihrer späteren Familie beigesetzt. Der in den Wirren nach dem Zweiten Weltkrieg geschändete Grabbau ist im Jahr 2000 restauriert worden. Nach 1945 wurden die reich verzierten Särge aus der Begräbnisstätte entfernt und hinter der Kirche vergraben. Das Erbbegräbnis ist seitdem leer.
Nach seinem Tod heiratete Caroline Marie Elisabeth Daum einen Kammerherrn Friedrichs des Großen, Johann Labes, und wurde dadurch zur Großmutter des Dichters Achim von Arnim, den sie in ihrem Haus (Palais Arnim) aufzog.